# メタルファイト ベイブレード ZEROG
『メタルファイト ベイブレード ZEROG』（メタルファイト ベイブレード ゼロジー）は、『月刊コロコロコミック』（小学館）で連載された足立たかふみによる日本の漫画作品および、それを原作にしたアニメ作品。漫画『メタルファイト ベイブレード』およびアニメ『メタルファイト ベイブレード 4D』の続編であり、ホビー「ベイブレード」を題材としている。本項ではアニメ版の設定を中心に解説する。

## 概要
前作から舞台を7年後に移し、新主人公・黒銀ゼロの活躍を描く。新たな世代のブレーダーたちを育成する役割として前作の一部のキャラクターも引き続き登場する。
前作までが星座をモチーフにしていたのに対し、本作は幻獣をモチーフとしている。幻獣のイメージイラストは玩具デザインなどを手がけるDOGMASKによるもの。
漫画版におけるタイトルの「ZEROG」は、作者によると「ZERO-G」は誤りで「ZERO G」が正確な表記とされるが、アニメ公式サイトでは一貫して「ZEROG」となっている。
アニメ版は1話15分として当初1年の放送予定だったが、予定より早く国内での商品展開が終了したため3クールで放送終了となり、放送予定だった4クール目14話分はレンタルDVDに1話30分形式の7話分として収録された。また、本作は2015年にソフトバンクモバイルのアニメ専門VODサービス『アニメ放題』およびU-NEXT、2016年にAmazonプライム・ビデオで配信されているが、地上波未放送分も含まれている。

## ストーリー
銀河たちレジェンドブレーダーとネメシスの戦いから数年後。世界はようやく復興し、ベイブレードもまた新たな時代を迎えていた。そんな中、銀河に憧れ最強のブレーダーを目指す黒銀ゼロはかつて銀河たちがいた街にやって来た。しかしそこに銀河はおらず、明日の最強ブレーダーを目指す強豪が集まっていた。新型のゼロジースタジアムの扱いに慣れず苦戦するゼロだが、持ち前のガッツと天性の勘で攻略法を理解し勝利していくのだった。

## 登場人物
特に注釈のない必殺転技はアニメ版で使用したもの（アニメ版、漫画版共通で使用したものも含む）。

### 主要人物
黒銀 ゼロ（くろがね ゼロ）
声 - 岡本信彦
使用ベイブレード - サムライイフレイドW145CF（イフリート）、サラマンダイフレイドW145CF
本作の主人公。鋼銀河に憧れ、銀河から託されたイフレイドと共にナンバーワンブレーダーを目指す熱血漢。前髪の赤いハイライトが特徴。
地元の大会で100連勝を達成したことで、より強い対戦相手を求めて武者修行の旅に出る。その旅の途中でかつて銀河がいた街を訪れ、街一番のブレーダーである忍の噂を聞きベイパークへ向かい、そこで初めてZEROGスタジアムを体験し独特のギミックに驚くものの、すぐに順応してブレーダー7人を相手にまとめて勝利してみせる対応力を見せ付けた。その後忍と対戦するが、ZEROGスタジアムに完全に慣れていなかったことで本来の実力を発揮できず、シューティングスタークラッシュが不発に終わり敗北する。その優れた資質をベンケイに見込まれ、彼の稽古を受けている最中に会ったエイトの傲慢な態度に激怒し勝負を挑み、ベンケイの特訓の成果によりシュート力が増大したこととZEROGスタジアムの特性に慣れたことによって勝利する。その後はワンディトーナメントに出場し、決勝戦で忍に勝利しリベンジを果たす。
その後は忍と共にベンケイとの特訓に何度も参加したり、忍以外の者とシンクロームするつもりは無いと公言するなど、忍との絆を徐々に深めていくことになり、カイトやエイト、蓮とのバトルを通じて彼らとの絆も深めていく。
ネオ・バトルブレーダーズでは予選でスパイクを破り決勝トーナメントに進出し、1回戦第4試合で鷹ノ助を、準決勝第1試合で左京を破り、決勝戦でキラに勝利してネオ・バトルブレーダーズ優勝者となる。
その後、ネオ・バトルブレーダーズの優勝者として日本代表チームの第一次メンバーの1人に選ばれる。DNAが第二次メンバー選抜大会を襲撃した際には岩山を倒すが、キラとのシンクロームバトルでは圧倒的な差によって敗北する。
DNA本部突入時には岩山に追いつめられるが、合流した左京と鷹ノ助に救われ、その場を後にする。最深部では忍とのシンクロームベイでキラとの真剣勝負に勝利し、空中スタジアムから落下しかけたキラを助け、彼を仲間として受け入れる。そしてキラ、銀河と共に大道寺を倒し、DNAに勝利する。
キャラクターデザインはベース部分が足立たかふみ、髪のハイライト部分が長森佳容のアイディアによるもの。
（漫画版）
烈火号という愛馬がいる。当初は古風な衣服を着用していたが、忍に敗北した際に戦利品として財産と共に渡してしまい、しばらく全裸でいたが、その後は道端に落ちていた現在の服を着用している。銀河の故郷である古馬村の隣にある花園村の出身で、イフレイドは子供の頃に銀河の父・流星にもらったもの。好物はおにぎり。日本茶も好きだが、こだわりはなく都会に出てからはコーラでも紅茶でも何でも飲む。
彼が使用するサムライイフレイドはサークルフラットボトムによってスタジアムを縦横無尽に動き回り、居合い斬りのようなアタックを得意とする。またクロムウィールの2本の角によって驚異的なパワーを持つ。ボトムの強烈な回転によって摩擦熱で燃え上がり、炎の上昇気流で相手のベイを浮かせることもできる。
サラマンダイフレイドはイフレイドの突進力とサラマンダの連打攻撃が1つになったベイで、今までに無いさらなる力を持つ。
必殺転技は「シューティングスタークラッシュ」、「バーニングアッパー」、「スーパーバーニングアッパー」、「ダイビングクラッシュ」、「バーニングトルネードファイヤー」、「バーニングスラッシュ」（漫画版）、「シューティングフレイムボンバー」（漫画版）。
火竜院 忍（ひりゅういん しのぶ）
声 - 内山昂輝
使用ベイブレード - シノビサラマンダSW145SD（サラマンダー）、イフレイドサラマンダSW145SD
「無敵のサラマンダ」と称されている少年で、多くのブレーダーたちから慕われている。普段は冷静だがバトルになると熱くなる。鷹ノ助とのバトルで編み出すまでは必殺転技を習得していなかった。
ベイパークを荒らす者は許さないと公言し、自分に挑戦したゼロを撃破するが、ワンディトーナメントの決勝戦でリベンジに燃えるゼロに敗北する。その後はゼロのことを良きライバルとして認めるようになる。
ベンケイとの特訓にゼロと共に参加した際には、自分が基礎訓練をおろそかにしてテクニックばかり磨いていたという自らの問題点を認識させられることになる。また、ネメシスクライシスの事件で世界を救った銀河たちに憧れており、WBBA本部で翼と出会った時は大はしゃぎしていたが、ゼロがサムライイフレイドを憧れの銀河から託されたと聞かされたことで彼に嫉妬するようになり、シンクロームを拒否する。しかしベンケイに自分の心の狭さを指摘され、さらにゼロに自分以外の者とシンクロームするつもりはないと諭されたこと、そのゼロの熱意に折れたことでゼロとのシンクロームを承諾する。
鷹ノ助が蓮を破った後、鷹ノ助がゼロをNO.1ブレーダーと呼んだことで触発され、ゼロの代わりに鷹ノ助とバトルをする。当初はゼロの必殺転技への対抗意識からゼロと同じ戦い方をしていたものの、それをベンケイに咎められたことで冷静さを取り戻し、サラマンダの特性を生かした必殺転技無幻火流撃を編み出し、鷹ノ助に勝利する。
ネオ・バトルブレーダーズでは予選を突破し、1回戦第1試合で岩山を破るが、準決勝第2試合でキラに敗北する。
ネオ・バトルブレーダーズのトップ4に入っており、日本代表の第一次メンバーの1人に選ばれる。DNAが第二次メンバー選抜大会を襲撃した際には、スパイクとアローに勝利する。
DNA本部突入時には不利な状況下で玄十郎に追い詰められるが、機転を利かせて勝利する。バイフーにも同じような手で勝利してクロムウィールへのダメージも最小限に抑え、キラとのシンクロームバトルに挑むゼロにウィールを託す。
（漫画版）
B-PITのある地区ナンバーワンのブレーダーで親衛隊を従えている。キザな性格だが世話好きな面もある。一度はゼロに勝利するがカイトに敗北し、サラマンダを奪われ絶望するがゼロが取り戻してくれた際には涙を流し彼に感謝すると同時に認めるようになる。アニメと違い、一人称は「ボク」である。
忍の家は大金持ちではなく小金持ちのイメージとなっている。紅茶は品名にこだわり、偏ったキツいフレーバーには走らない。
彼が使用するシノビサラマンダは、スタミナとディフェンスの特性を併せ持つセミディフェンスボトムによる安定した回転と走りを生かした連打攻撃を得意とする。また、最大の特性はスタジアムを自在に駆け回るバランス力と相手の死角に素早く回り込むスピードで、その動きを超スピードで連続することでサラマンダが分身したように見える残像現象を可能にする。
必殺転技は「無幻火流撃」、「灼熱豪輪撃」、「業火剣乱」（漫画版）、「業火昇覇斬」（漫画版）。
海原 カイト（うなばら カイト）
声 - 寺島拓篤
使用ベイブレード - ガーディアンリヴァイザー160SB（リヴァイアサン）、オロジャリヴァイザー160SB
エイトの兄。弟とは違い冷静沈着な性格の持ち主で、正確なデータ分析をもとにしたバトルを身上とするが、バトル中に一度でも自分の計算が狂うと言葉遣いが乱暴になり冷静さを失う癖がある。弟のエイトに対しては、甘い所や過保護な面が見られる。眼鏡をかけ白衣を着用している。口癖は「パーフェクツ」。超常現象など、科学では解明できないことは一切信じない。カイトとエイトの海原兄弟は、いち早くシンクロームシステムに気付いたことをまどかに評価されている。
エイトからは自分を叩きのめしたゼロへのリベンジを求められるが、ゼロのデータを完全に集めて万全な状態でバトルに挑むことを理由に、ゼロが出場するワンディトーナメントにはあえて出場しなかった。その後、ワンディトーナメントでサムライイフレイドの全てのデータが揃ったとして、ゼロに勝負を挑む。1度目のバトルでは計算外だったゼロの成長速度の前に冷静さを失い敗北するが、リベンジバトルではエイトのベイとシンクロームさせたオロジャリヴァイザーの圧倒的な強さで勝利する。しかし、ゼロから再びリベンジを申し込まれ、忍とシンクロームしたサラマンダイフレイドに敗北する。敗れた後はゼロたちのデータを得るという名目で、ゼロたちと行動を共にするようになる。
ネオ・バトルブレーダーズでは予選を突破するが、1回戦第2試合でキラに敗北する。
ネオ・バトルブレーダーズのトップ8に入っており、日本代表の第一次メンバーの1人に選ばれる。ゼロたちの街のベイパークをDNAが襲撃した時に一度バイフーに敗れるが、DNAが第二次メンバー選抜大会を襲撃した際にはエイトを交えたタッグでバイフーにリベンジを果たす。
DNA本部突入前にゼロたちを先に行かせて門番のカルラに勝利する。
（漫画版）
アニメ同様データ分析を主としたバトルをしている。私立開帝学園のブレーダーチームのリーダーであり生徒会長で、プール、校庭をその地位を利用して改造を重ねている。弟を溺愛しており、彼を傷つける者は許さない。リヴァイザーは彼自身がベイの速度や回転など、あらゆるデータを分析し造り上げたもの。研究材料として忍のサラマンダを奪い、弟の敵討ちとしてプールを改造したグランドオーシャンスタジアムでゼロとバトルするが敗れる。その後ネオバトルブレーダーズに出場するが、2回戦のバトルロイヤルでキラからエイトを守るために彼のオロジャをスタジアムアウトさせて救い、自らはリヴァイザーを破壊されて敗北した。
名前の由来は海とカイトシールド。
彼が使用するガーディアンリヴァイザーは、高い壁のようなクロムウィールによって驚異的な防御力を誇る。また、ウィールの凹凸を限りなく減らすことで相手の攻撃を受け止め、反り返る大波のように相手にダメージをはね返すことができる。軸先の細いシャープボールボトムはスタジアムの回転や傾きの影響を受けにくくすることが可能。
オロジャリヴァイザーは、オロジャとリヴァイザーの2つのクロムウィールの遠心力によって相手のベイを引きずり込む能力を持つ、リヴァイザーの防御力とオロジャのスタミナを併せ持ったベイ。
必殺転技は「スパイラルクラッシュ」、「メイルシュトローム」（漫画版）。
海原 エイト（うなばら エイト）
声 - 小平有希
使用ベイブレード - パイレーツオロジャ145D（オロチ）、リヴァイザーオロジャ145D
カイトの弟で、スケボーを乗りこなす小さな少年。性格はわがままかつ自己中心的で、根性や熱血を嫌う。兄想いであり、暴走しがちな彼をなだめるなどしっかり者な一面もある。実力はあるが、負けた相手に罰ゲームと称して顔に落書きを強いていることから他のブレーダーたちからは嫌われている。語尾に「っしょ」と付けることが多い。
ベイパークで特訓中のゼロと出会い、ベイブレードは自分のような才能のある者しか勝てないと言い必死に特訓をするゼロを馬鹿にするがその傲慢な態度に激怒したゼロにバトルを挑まれて敗北し、逆にマルの手によって罰ゲームとして顔に落書きをされる。ゼロに対して敵意を燃やしていたが、カイトがゼロに敗れた後は悪態をつきながらもゼロたちと行動を共にするようになる。
ネオ・バトルブレーダーズでは予選でキラに敗北し、決勝トーナメント進出にはならなかった。
日本代表の第一次メンバーには選ばれなかったが、予選敗退の悔しさをバネにネオ・バトルブレーダーズ終了から3ヶ月間特訓に明け暮れており、第二次メンバー選抜大会では一次予選を突破。DNAが襲撃した際にはカイトと共にバイフーに勝利する。
DNA本部突入時には蓮と共にスパイクとアローたちに追い詰められるも、合流してきた左京と鷹ノ助に救われる。
（漫画版）
開帝学園の生徒で、他の生徒たちからは「ぼっちゃん」と呼ばれ尊敬されている。また、バトルに負けると号泣するなど泣き虫な面もある。ゼロに勝負を挑むが敗北する。
名前の由来は数字の8。
彼が使用するパイレーツオロジャはディフェンスボトムによって驚異的なスタミナを誇る。また、ウィールに刻まれた6匹のヘビが作り出す気流が荒波のようにじわじわと相手の回転力を奪う。
必殺転技は「サルガッソースクリュー」（漫画版）。

### WBBA関係者
紅 蓮（くれない れん）
声 - 沖佳苗
使用ベイブレード - シーフフェニックE230GCF（フェニックス）、イフレイドフェニックE230GCF
好奇心旺盛な少女ブレーダー。突如ベイパークに現れ、ゼロにバトルを挑まれ敗北する。その後は面白そうだからという理由からゼロたちと行動を共にするようになる。語尾に「じゃん」と付けることが多い。服装はホットパンツにピンクと紫の2色に分かれたニーソックスを履いている。
ゼロと同じ技を使うが、ゼロが特訓の成果によって技を習得したのとは対照的に、彼女はフェニックの能力を恩恵を受けることでそれを実現している。しかし、彼女はそれに頼り過ぎてしまっており、ZEROGスタジアム以外ではフェニックの能力を最大限に活かせないという弱点をベンケイに看破されてしまう。それでもZEROGスタジアムで最強のブレーダーになればいいと前向きに考え、夜中にベンケイからベイパークの鍵を無断で盗んで特訓をするものの、突然乱入してきた鷹ノ助に敗北する。
ネオ・バトルブレーダーズでは予選で玄十郎に敗北し、決勝トーナメント進出にはならなかった。
日本代表の第一次メンバーには選ばれなかったが、第二次メンバー選抜大会では一次予選を突破し、DNAが大会を襲撃した際には玄十郎と戦いネオ・バトルブレーダーズでのリベンジを果たす。
DNA本部突入時にはエイトと共にスパイクとアローたちに追い詰められるも、合流してきた左京と鷹ノ助に救われる。
（漫画版）
ネオバトルブレーダーズに出場するが2回戦のバトルロイヤルで岩山に敗北する。この時は「紅レン」と表示されていた。
彼女が使用するシーフフェニックは、エレベーター230トラックの上下に稼働するエレベーターリングがベイの軌道を修正することにより、ZEROGスタジアムの急激な揺れに振り回されない安定力を持つ。またギアサークルフラットボトムによってスタジアムアウトによる自滅を防ぐことができる。
マル
声 - 諸星すみれ
アニメオリジナルキャラクター。ベイブレードのデータを収集する女の子。まどかに師事し、彼女を師匠と呼び慕う。ゴーグルを着けたキャスケットを被り、ダウンベストを着ている。一人称は「マル」で、語尾に「っす」と付けて話す。まどかに頼まれてゼロに接近するが、すっかり仲良くなっている。
（漫画版）
本編には登場しないが、単行本第2巻のおまけコーナーにイラストが描かれている。漫画版では女の子のキャラクターが出ない傾向にあり、漫画専用に双子の弟の「バツ」（またはペケ）を出す案もあったが、イラストのみにとどまっている。
天野 まどか（あまの まどか）
声 - 真堂圭
マルの先生で、ネメシスとの戦いで銀河たちをサポートした女性。ゼロに興味を持ち、マルに彼のデータを取るように頼む。
大鳥 翼（おおとり つばさ）
声 - 入野自由
WBBA本部長。銀河と共にネメシスと戦ったブレーダーの1人。
ベンケイ
声 - 三宅健太
ハンバーガーショップ「ブルバーガー」の店長兼ベイパークの指導員。レジェンドブレーダーの1人である盾神キョウヤを慕う。ゼロを気に入り、彼に稽古をつける。

### ライバルブレーダー
獅々谷 鷹ノ助（ししや たかのすけ）
声 - 潘めぐみ
使用ベイブレード - アーチャーグリフC145S（グリフォン）、ドラグーングリフC145S
ブレーダーの頂点を目指す熱血少年。ゼロを探してベイパークに現れ、ゼロと同じ技を使う蓮にバトルを挑み勝利するものの、次の忍との対戦でサラマンダの特性を生かして編み出した忍の必殺転技に敗北する。
その後、ゼロジーバトルの実演を兼ねた蓮とのバトルに乱入した左京に敗れ、ベイブレード界の覇者となることを宣言する左京に何かを感じ、彼の後を追う。
ネオ・バトルブレーダーズでは予選を突破するも、1回戦第4試合でゼロに敗北する。
その後、左京と共にDNA本部でゼロたちと合流し、スパイクとアローたちを打ち破る。
（漫画版）
左京に仕える付き人として登場する。左京を慕い彼に対して丁寧な口調で話すが、軽口を叩いたり左京の変なポーズに辟易することもある。竜の一族に類する者グリフォンであり、王を守護するのが本来の役目。ネオバトルブレーダーズ2回戦のバトルロイヤルで忍に敗れる。本心をはぐらかす性格で、ベイバトルでは一見手を抜いているように見えるが左京を守るだけの実力を持っている。
彼が使用するアーチャーグリフのクロムウィールは五枚刃が付いた強襲連打タイプで、台形形状により防御力も兼ね備えている。また、重心の片寄った弓矢のような形状のクリスタルウィールと底に空いた風穴が予測不可能な攻撃を生み出し、軸の先がとがったシャープボトムにより安定した回転を行うことができる。
必殺転技は「デルタスラッシュ」。
木倉 ゲン（きくら ゲン）
声 - 菊池正美
使用ベイブレード - パイレーツキラーケンA230JSB（クラーケン）
アニメオリジナルキャラクター。海を荒らす者は許さないという理由を付けて、人々が困る様を見るのを楽しむために、地元のビーチに近付く者に襲い掛かるブレーダー。地元の住民からは「海坊主」と呼ばれ、彼のせいで客が誰もビーチに寄り付かなくなり商売上がったりだと言われている。思ったことを何でも口に出してしまう性分で、それが原因で墓穴を掘ることが多い。あだ名は「キクラゲ」だが本人は嫌がっている。
海水浴に訪れた人々を理不尽な理由で襲ったことでゼロたちの怒りを買い、ベイバトルをすることになる。波に削られた岩で作り上げられたロックスタジアムでのカイトとのバトルでは互いにスリープアウト狙いの戦術を取るが、途中でスタジアムが波に飲み込まれバトルは中断される。次にゼロとのバトルではキラーケンの特性を生かしてイフレイドをスリープアウト寸前まで追い詰めるものの、キラーケンの弱点を自分から暴露してしまったことでゼロに敗北する。
ゼロに敗北した後は海水浴場を追い出されてしまい、それが原因でゼロたちを逆恨みする。復讐のためにゼロのいる街を訪れるものの、成り行きで鷹ノ助とバトルをすることになってしまい、ゼロの時と同じように上空からの攻撃によって敗北する。
ネオ・バトルブレーダーズでは予選で敗退する。
（漫画版）
ネオバトルブレーダーズに出場するが、2回戦のバトルロイヤルで蓮と共に岩山に敗北する。
彼が使用するパイレーツキラーケンは、耐久力のあるアーマー230トラックによって相手のアタックをクロムウィールに届かせないだけでなく、トラック自体も驚異的な防御力を誇るが、上空からの攻撃には弱いという弱点を持ち合わせている。
暗闇 左京（くらやみ さきょう）
声 - 山本匠馬
使用ベイブレード - ダークナイトドラグーンLW160BSF（ドラグーン）、グリフドラグーンLW160BSF
左回転のベイの使い手で、漆黒の竜を継ぎし者と呼ばれる少年。ZEROGスタジアムでバトル中のカイトたちの前に突如乱入し、その圧倒的な力で不意打ちながらもカイト、エイト、蓮、鷹ノ助に勝利する。その後、リベンジバトルを申し出た蓮を撃破し、そのバトルでドラグーンの回転が弱まったままの状態であるにもかかわらず、敵討ちのために挑んだ鷹ノ助をシュートのやり直しもせずに撃破する。後に偶然出会った忍とゼロにも勝利する。
ゼロたちのベイバトルを「お遊び」と批判しており、圧倒的な力で相手を粉砕することこそが真のベイバトルであると主張し、自分以外のブレーダー全員を叩きのめしてベイブレード界の覇者になることを目標にしている。シンクロームシステムに興味を持ち、自分と同じタイプのベイを持つ鷹ノ助を同行させる。
ネオ・バトルブレーダーズでは予選で玄十郎を破り決勝トーナメントに進出し、1回戦第3試合でキャプテン・アローを破るが、準決勝第1試合でゼロに敗北する。ゼロとのバトルで仲間との絆の強さを知り、鷹ノ助と共にベイの頂点を目指すことを決め会場を立ち去る。
その後DNA本部でゼロたちと合流し、スパイクとアローたちを打ち破り、ゼロに代わって岩山とのシンクロームバトルを引き受けて勝利する。DNA本部が崩壊する際には、出口を塞いでいた瓦礫を破壊してゼロたちを助ける。
（漫画版）
アニメとは対照的に、自らをベイブレード界を照らす希望の光と公言するなどテンションは高いが潔い人物として描かれている。その正体は竜の一族の数少ない生き残りであり、竜牙と同じ血を引く正統な王位継承者だが本人にその自覚は無い。長い年月の間に外の人間の血が混じり、都会で育った影響もあって一族のことには詳しくない。普段は超一流のバレエダンサーとして世界各地を旅している。
服装にはアニメ用の初期デザインが反映されていて、背中にはドラゴンの刺繍、裾には黄金のヒラヒラが付いている。このヒラヒラは映画『チアーズ!』が由来。
彼が使用するダークナイトドラグーンはアニメ版ではWBBAが開発した唯一の左回転のベイであり、漫画版ではWBBA製ではなく竜の一族の王の家系だけが持つベイだとされる。グリフと同じ連打攻撃と変則走行を得意とし、クロムウィールに刻まれた3匹の竜が一撃で相手に3倍のダメージを与え、小回りの利くブレードセミフラットボトムの機動性によって瞬時に移動し攻撃することが可能。また、クリスタルウィールに付いた槍状の突起で相手の攻撃に耐えつつ反撃を行うこともできる。
必殺転技は無いが、アニメ版においては「貫け、ドラグーン」の一言とともに強力な攻撃を繰り出している。グリフとのシンクローム時は、鷹ノ助と2人同時に叫んでいる。
鬼崎 悪矢（おにざき あくや）
声 - 神奈延年
使用ベイブレード - アーチャーガーゴルSA165WSF（ガーゴイル）
勝つためなら手段を選ばない卑劣なブレーダー。5人の部下を従え、周囲を荒らし回っていることから地元の者たちから嫌われている。ベイパークでゼロが連続でバトルをこなし疲労困憊状態になった所を狙い無理矢理バトルを申し込む。
部下を含めた6人がかりでゼロに挑み、部下に足止めをさせるという卑怯な手段でイフレイドの動きを封じて追い詰めるものの、逆に部下のベイをブラインドとしてゼロに利用されてしまい、バーニングアッパーで敗北する。その後岩山の噂を聞き、ベイパークに呼び出して仲間にしようとするが断られ、部下と共に襲い掛かるが返り討ちにされ、ガーゴルをボロボロにされる。
ネオ・バトルブレーダーズでは予選で岩山にリベンジを挑むが敗北する。
（漫画版）
不良ブレーダー集団「鬼牙死魔（おにがしま）」のリーダーで、今まで自分に負けたブレーダーを仲間にしている。仲間からは慕われているが、実際は自分より弱い者にしか威張れないという本性を持つ。ネオバトルブレーダーズ1回戦のバトルレースで、勝つためなら仲間も捨て駒にすると公言したことがゼロと忍の怒りを買い、得意の仲間との連携を破られ敗北し、本性を知った仲間に見捨てられた。
彼が使用するアーチャーガーゴルは、ワイドセミフラットボトムの機動性を利用して縦横無尽に動き回りつつ、大振りの乱打攻撃を行うことができる。
必殺転技は「デスチェーンソード」（漫画版）、「デスチェーンバースト」（漫画版）。

### DNA（ディーエヌエー）
破山 キラ（はやま キラ）
声 - 細谷佳正
使用ベイブレード - バーサーカーベギラドスSR200BWD（ベヒーモス）、ゴレイムベギラドスSR200BWD、グラディエーターバハムディアSP230GF（バハムート）、ペガシスバハムディアSP230R2F、ベギラドスゴレイムDF145BS
WBBAに対抗するために立ち上げられた組織「DNA」の一員で、岩山の上司にあたる少年。DNAの中でも最強の実力を誇るブレーダーである。髪を3色に色分けし、眼帯を着け露出の多い衣装に身を包んでいる。冷酷非道な人物であり、ゼロに敗れた岩山に制裁を加え、バトルを挑んだ忍を撃破する。
WBBAのコンピューターにハッキングをして翼とまどかを通じてゼロに宣戦布告をし、また翼が極秘に企画していた全国大会「ネオ・バトルブレーダーズ」の情報までも掴んでいる。ゼロとのバトルではゴレイムベギラドスに圧倒的に有利な広面積の変則形状スタジアムで勝負を挑み、ゼロに卑怯者と罵られるものの作戦の内だと一蹴し、ゼロを撃破する。
ネオ・バトルブレーダーズでは予選でエイトを撃破して決勝トーナメントに進出し、1回戦第2試合でカイトに勝利する。
アルゴたちから全幅の信頼を寄せられているものの、彼自身はアルゴたちに忠誠を誓ってはおらず、ベギラドスのスタミナだけでゼロたちに勝てると思い込んでいるアルゴたちを心の底では軽蔑している。後にスタミナのみを特化したベギラドスに限界を感じ、アルゴたちには内緒でメルシーに作らせていたバハムディアに乗り換え、準決勝第2試合で忍を撃破する。決戦前にはアルゴたちに見切りを付け、彼らに代わってベイブレード界の支配を宣言するが、決勝戦でゼロに敗北する。その後ゼロに声をかけられるも、素っ気ない態度を見せて会場を後にした。
その後、バイフーが銀河から奪ってきたペガシスとバハムディアをシンクロームしてペガシスバハムディアを完成。他のメンバーと共に第二次メンバー選抜大会を襲撃すべく姿を現し、ゼロとの再戦の際に圧倒的な力を見せつけリベンジを果たす。
DNA本部では空中スタジアムでゼロにシンクロームバトルで挑み、自分のプライドのために戦うが敗北。試合後にスタジアムのフロートシステムが故障し落下しかけるが、ゼロと岩山に助けられる。そして岩山からベギラドスゴレイムを受け取り、ゼロ、銀河と共に大道寺を倒す。DNA壊滅後は改心し、他の元DNAのブレーダーたちと共に「ブリッジ・トゥ・ザ・フューチャー」を結成してゼロたち日本代表チームを相手に日本代表の座を賭けて戦う。
ベギラドスの開発段階での名称はペギラドスで、彼の名前の由来はペギー葉山とキラー。また、名前の意味は「殺し、破壊する」。服装のデザインはHBKから。初期デザインはキラと岩山は2人ともレスラー風だったため、差別化するためにキラは中性的なボンデージにデザインされた。
（漫画版）
新生ダークネビュラの一員で、岩山と共にネオバトルブレーダーズに出場する。2回戦のバトルロイヤルでカイトを破り、準決勝のバトル中に誕生したバハムディアの力で忍を破った直後にスタジアムを破壊して全てを消し去ろうとするが、止めに入ったゼロとそのままバトルを始める。かつてその服装とベイの強さから周囲から疎まれていたために全てのベイとブレーダーを憎んでおり、その恨みをゼロにぶつけようとするが、仲間とのバトルを通じて強くなったゼロの究極必殺転技に敗れる。敗北後は大道寺にも見捨てられて自暴自棄になるが、ゼロに仲間だと認められて涙を流す。1年後の大会では準決勝でゼロと再戦を果たしている。
眼帯にはベイの回転数や相手ブレーダーの心拍数などが分かる機能が付いている。元々ベギラドスだけのブレーダーでバハムディア使いは別に登場予定だったが、キラがベイを進化させたことで出番がなくなった。
彼が使用するバーサーカーベギラドスはスタミナタイプのベイで、大きなクリスタルウィールとクロムウィールに付けられた鉄球と鎖が外重心となって強力な遠心力を生み出す。漫画版では最凶の攻撃力を誇るベイと呼ばれ、超硬質の素材でできたウィールにより触れたものを切り刻む。またベギラドスは「卵」であり、熱いベイバトルで温まることで中から真の姿であるバハムディアが誕生する。
ゴレイムベギラドスはクロムウィールが完全な円形となり、驚異的なスタミナと防御力を発揮するだけでなく、ウィールの凹凸を完全に無くすことで相手の攻撃を完全に受け流すことができる。
グラディエーターバハムディアはベイブレード史上最大級のクロムウィールの大きさを誇り、クリスタルウィールの4本の剣によって攻撃と防御を同時にこなすことができる。また、スパイク230トラックに付いた鉤爪状のスパイクでブレーキをかけることによってスタジアムアウトによる自滅を防ぐことが可能。さらに桁外れの回転力によって地震のような超振動を起こすこともできる。
ペガシスバハムディアはバハムディアとペガシスの力を一つにしたベイであり、今までのベイには無い圧倒的な力を持つ。
必殺転技は「アイアンブレイブ」、「ガイアハンマー」、「グラディエーターデモリッション」、「ファイナルアルティメットデモリッション」、「ライジングガイアハンマー」。
絶滅転技は「ジ・エンド」（漫画版）、「ファイナル ジ・エンド」（漫画版）。
岩山 美男（いわやま よしお）
声 - 大畑伸太郎
使用ベイブレード - バンディッドゴレイムDF145BS（ゴーレム）、ベギラドスゴレイムDF145BS
自らを「ディフェンス最強の男」と称する、屈強な腕と大きな顔の巨漢。上司であるキラを慕っている。カイトが最強のディフェンスタイプの使い手であるという噂を聞きつけ、打倒カイトのためにベイパークへと訪れた。相手のベイがボロボロになるまでバトルを止めない主義であり、彼によって多くのブレーダーたちがベイを傷つけられることとなる。
カイトを探してベイパークを荒らし回っていた所へ駆けつけたエイトとバトルをし、エイトのオロジャを傷付けて勝利する。その後、エイトの敵討ちに挑んだカイトも破り、悪矢にも圧倒的な力で撃破するが、特訓を積んだゼロに敗北する。
ネオ・バトルブレーダーズでは予選大会でリベンジを果たそうとする悪矢を撃破して決勝トーナメントに進むが、1回戦第1試合で忍に敗北する。他のDNAメンバーと違い、キラがグレイシーズを裏切った後も最後まで彼に付き従っている。
その後は精鋭部隊と共にゼロたちのベイパークを襲撃し、日本代表の第二次メンバー選抜大会を襲撃するもゼロと戦い敗北。
ゼロたちのDNA本部突入時には、キラから譲り受けたベギラドスウィールをシンクロームさせたベギラドスゴレイムを使用し、変則形状スタジアムでゼロに勝負を挑んで追い詰めるが、途中でゼロと交代した左京とのシンクロームバトルで敗れる。その後空中スタジアムから落下しかけたゼロとキラを救い、大道寺との決着の際はキラにベギラドスゴレイムを受け渡す。
（漫画版）
キラと共にネオバトルブレーダーズに出場する。2回戦のバトルロイヤルで蓮と木倉ゲンをまとめて倒すが、ゼロに必殺転技を破られ敗北する。
彼が使用するバンディッドゴレイムは典型的なディフェンスタイプのベイで、鎧に覆われた台形のウィールが相手の攻撃を弾き返し、攻撃時にはそのウィールの厚みと重さが強力な破壊力を生み出す。また、ダウンフォース145トラックによって驚異的なダウンフォースを生み出し、相手のベイを吸い込むこともできる。漫画版では最硬の防御力を持つベイと呼ばれ、ベギラドスと同じ超硬質の素材でできたウィールにより触れたものを粉々にする。
ベギラドスゴレイムは、ゴレイムベギラドスと同様にウィールの凹凸を無くすことでもともと高い防御力をさらに高めている。
必殺転技は「大爆掌」（漫画版）。
亀垣 玄十郎（かめがき げんじゅうろう）
声 - 木村良平
使用ベイブレード - バンディッドゲンブルF230TB（玄武）
アニメオリジナルキャラクター。アルゴがネオ・バトルブレーダーズに送り込んだDNAの刺客の1人。星柄をあしらった衣装を着ていて、楊枝をくわえている。武士道精神に溢れ、会話の際に語尾に「ござる」を付けて話す。
予選大会で蓮を撃破するが、キラを優勝させるためなら自分は捨て駒になっても構わないと公言したことで、「ベイバトルを舐めている」と左京の怒りを買い、たったの一撃で敗北。決勝トーナメントには進出できなかった。
その後は各地のベイパークを襲撃し、日本代表の第二次メンバー選抜大会を襲撃するも蓮と再戦し敗北。
ゼロたちのDNA本部突入時には、ガラスで覆われたバトルフィールドで忍の戦法を封じ追い詰めるが、機転によりガラスを破壊され敗北する。
彼が使用するバンディッドゲンブルはフリー回転するフリー230トラックで相手の攻撃を受け流し、またツインボールボトムによってZEROGスタジアムの急激な揺れにも振り回されない安定度を誇る。
必殺転技は「甲破轟転撃」。
スパイクボーン
声 - 最上嗣生
使用ベイブレード - シーフジラーゴWA130HF（麒麟）
アニメオリジナルキャラクター。アルゴがネオ・バトルブレーダーズに送り込んだDNAの刺客の1人で、顔に大きな十字傷を持つ。非常に好戦的な性格をしており、ボクシングに似たスタイルでバトルを行う。DNAが育てたブレーダーの中では最も狂暴で、一度暴れ出したらどちらかが完全にノックダウンするまで打ち合うことをやめない。
勝敗を度外視してまでゼロのイフレイドに損傷を負わせるというアルゴからの命を受け、ゼロと鷹ノ助がバトルをしようとした所へ突然乱入し、無理矢理ゼロに勝負を挑むが敗北。決勝トーナメントには進出できなかった。
その後は各地のベイパークを襲撃し、日本代表の第二次メンバー選抜大会を襲撃するも忍の一撃に吹き飛ばされ、アローの技に巻き込まれる。
ゼロたちのDNA本部突入時にはアローと共に特殊な電磁波でエイトと蓮を追い詰めるが、合流した左京と鷹ノ助に敗れる。
彼が使用するシーフジラーゴはアタックタイプのベイで、強力な連打攻撃を得意とする。クロムウィールに刻まれた2匹の麒麟とナイフのような鋭い刃で、1度のアタックで多くのダメージを相手に刻み込み、アタックされるたびに相手に確実にダメージを蓄積させていくことが可能。
キャプテン・アロー
声 - 成瀬誠
使用ベイブレード - アーチャーワイヴァング145WB（ワイバーン）
アニメオリジナルキャラクター。アルゴがネオ・バトルブレーダーズに送り込んだDNAの刺客の1人で、顔に仮面をつけた少年。自らを愛と友情の戦士と称する正義のヒーローかぶれで、DNAのブレーダーの中でも最もお調子者と呼ばれる。「正義」と言いつつも、卑怯な手段を臆面もなく使う。
予選大会を突破し1回戦第3試合で左京と対戦。キョウヤの獅子暴風壁と似た技を使うが、左京に「風の中に隠れなければ何もできない臆病者」と罵られ、たったの一撃で敗北する。
その後は各地のベイパークを襲撃し、日本代表の第二次メンバー選抜大会を襲撃し、参加者などのベイを技で吹き飛ばすもスパイクのジラーゴの巻き添えを喰らう。
ゼロたちのDNA本部突入時にはスパイクと共に特殊な電磁波でエイトと蓮を追い詰めるが、合流した左京と鷹ノ助に敗れる。
彼が使用するアーチャーワイヴァングは、翼のようなクロムウィールで空気を巻き込みトルネードを発生させることができる。
必殺転技は「アロートルネード」、「トルネードアタック」。
アルゴ・グレイシー
声 - 楠大典
前作から再登場。DNAの創始者で、兄弟で結成されたチームグレイシーズの長男。かつて弟たちと共にベイブレード世界大会に出場するが、翼たち日本チームに敗れる。その後、ネメシスクライシス事件でのどさくさに紛れてハデスインクが所有していた資産やデータを掻き集め、それを元手に自分たちを陥れた翼たちへの復讐のために兄弟でDNAを結成する。また、かつてダークネビュラが運用していたスーパーコンピューター「メルシー」の鹵獲も行い、データ分析のために有効活用している。厳重なセキュリティが施されたWBBAのコンピューターにキラたちが容易にハッキングできたのは、このメルシーの驚異的な分析能力の恩恵があったからである。
しかしネオ・バトルブレーダーズの決勝大会にて、キラの裏切りに粛清をかけるも返り討ちに遭い、決勝戦の間は弟たちと共に小部屋に閉じ込められる。その後DNAのリーダーとなったキラの言うことを渋々聞くようになり、自分たちの待遇改善と引き換えにゼロたちのDNA本部突入を防ぐことに加担する。
しかし大道寺の暴走によって本部が崩れ始めたため、キラをはじめとする部下たちを見捨てる形で兄弟と共に早々と脱出した（本人たちは戦略的撤退ということにしている）。
長森佳容によると、年齢は20半ば手前。
アイアン・グレイシー
声 - 遠藤大輔
DNAの幹部の1人で、グレイシーズの次男。7年前とは違い、眼鏡を着用している。
セレン・グレイシー
声 - 鹿野優以
DNAの幹部の1人で、グレイシーズの長女。アルゴとアイアンの妹でエンソの姉。
エンソ・グレイシー
声 - 伊東みやこ
DNAの幹部の1人で、グレイシーズの三男。7年前と比べて背が伸びたが、口癖は変わらず「すごいねー」である。
メルシー
声 - 平田広明
DNAの頭脳となるコンピューター。ハデスインクのシステムを完璧に使いこなすことからグレイシーズが復活させ、彼らから重宝される。
後にハデスインクのコンピューターネットワークに移植された大道寺の精神と同調しており、グレイシーズの従順なしもべのふりをしつつダークネビュラ復活の旗手となるブレーダーの育成と最強のベイ開発を秘密裏に進めていたことが明かされる。

#### 地上波未放送から登場
シャオ・バイフー
声 - 大浦冬華
使用ベイブレード - バーサーカーホワイガー125S（白虎）
アニメオリジナルキャラクター。ネオ・バトルブレーダーズ終了後にDNAが放った新たな刺客の1人でキラの右腕。カンフー服を身にまとった少年で、メンバーの中では一番小柄。普段は目を閉じているが、開けると猫のような目つきをしている。故事やことわざを交えた話し方をする。
中国の山奥で虎に育てられて野生児化し、野生で培われた特殊な勘と生まれ持っての超人的な身体能力に目を着けられ、DNAにスカウトされる。一度野生の本能に火が着くと狂ったように暴れる野獣と化すため、グレイシーズでも手が付けられずDNAブレーダー養成所を追放されていたが、大道寺によって呼び戻される。
放浪中の銀河と接触し「自分のベイが奪われた」と嘘を言い、探索中に隙を付き、銀河のサムライペガシスを奪い取る。
その後、岩山がゼロたちの街のベイパークを襲撃している際に現れ、居合わせたカイトに勝利する。第二次メンバー選抜大会襲撃時はカイトとエイトのタッグに敗れる。
DNA本部では迷路型のスタジアムで忍の戦法を封じ追い詰めるが、機転により壁を破壊され敗北する。
彼が使用するバーサーカーホワイガーは、クロムウィールに付いた3つの鋭い刃が、バーサーカーウィールの生み出す遠心力を利用することで相手にダメージを刻み込む。
必殺転技は「猛虎爆砕刃」。
カルラ
声 - 近藤隆
使用ベイブレード - ガーディアンガルダスSD145PF（ガルダ）
アニメオリジナルキャラクター。DNA本部のガーディアンを務めるブレーダー。モヒカンヘアーで上半身を包帯で巻き、スカーフを身につけている。
グレイシーズが万が一の時に備えて特別に訓練したため、彼らの遺伝子（いわば戦法）を色濃く継いでいる。
大自然のエレメントを自在に操ると豪語し、炎や風などの自然現象を操りゼロたちの本部突入を防ごうとする。しかしそれが地形を利用したトリックであることをマルに見破られ、最後はカイトとの一騎討ちによって敗れる。
彼が使用するガーディアンガルダスは、ポイントフラットボトムを持ち、通常は静かな回転を続けスタミナロスを防ぐが、相手の攻撃を受けるとすぐさま反撃を開始し、相手の攻撃をカウンター攻撃で防ぐ。
大道寺（だいどうじ）
声 - 子安武人
使用ベイブレード - ネクロマンサーヴァンリルT125JB（フェンリル）、ヴォルフ改（おおかみ座）（漫画版）
前作から再登場。7年前、竜牙とラゴウの戦いにて奈落の底に落下したものの、底が海だったため用意された潜水艦に救出される。しかし体は回復不能だったため、精神だけをハデスインクのコンピューターネットワークに移植し、システム内にあったメルシーの回路と同調することで蘇る。登場する際はホログラムの姿で現れ、服装は『4D』以前のスーツ姿に戻っている。ついでに好みのオレンジジュースまでホログラムされている。ただし本人いわく「味を感じることはできない」とのこと。
銀河とWBBAに復讐するためだけにシンクロームシステムと自らの科学力、星の欠片の神秘の力を一つにしたペガシスバハムディアを作り出し、グレイシーズに代わってダークネビュラ復活の旗手となるブレーダーとして育成してきたキラをDNAのリーダーに仕立てた。
DNA本部では、ゼロとキラの勝負の最中に四足歩行の大型ロボットに乗り換えて、腕から放ったベイでキラと共にゼロを潰そうとするが、キラに邪魔者扱いされて一撃でベイを吹き飛ばされる。ゼロとキラの決着後、自ら巨大なベイに変形してゼロたちをまとめて始末しようとするが、ゼロ、キラ、銀河の3人によって倒される。自分の機能が停止すると本部が崩壊するシステムに設定しており、最期はゼロたちを道連れにする形で奈落の底に落下して爆発した。
大型ロボットの名称はアニメの設定画では「メカ大道寺・DAIDO-G」と書かれている。
（漫画版）
新たな組織「新生ダークネビュラ」の科学力によってキラの復讐心を利用し、再び世界征服を目論む。全身サイボーグになっても懲りておらず、左腕には特製の大道寺キャノンを装着している。俗称は「メカ大道寺」。
ネオバトルブレーダーズ会場で銀河と戦うが、キラがゼロに敗れたために用意していたヘリコプターで飛び去って行った。
単行本第2巻のコラムでは、かつて竜の一族の村にある神殿の奥深くで長い眠りについていた竜牙を発見したことが明かされている。
彼が使用するネクロマンサーヴァンリルは、大きな鎌のようなクリスタルウィールを持ち、クロムウィールの10箇所の棘で連続して相手を引っかくように攻撃しつつ、ある程度の持久力も併せ持つ。
漫画版で使用するヴォルフ改は、クロムのモードチェンジに不向きな形状のため、漫画オリジナルの機体となっている。

### その他のキャラクター
鋼 銀河（ハガネ ギンガ）
声 - 金田アキ
使用ベイブレード - サムライペガシスW105R2F（ペガサス）
前作の主人公で、かつてネメシスを倒して世界を救ったレジェンドブレーダー。
必殺転技は「ギャラクシーノヴァ」。
盾神 キョウヤ（たてがみ キョウヤ）
銀河と共に戦ったブレーダーの1人。日本代表決定戦を見守っていた。
（漫画版）
銀河と2人で新生ダークネビュラの動向を追っている。
湯宮 ケンタ（ゆみや ケンタ）
使用ベイブレード - フラッシュサジタリオ230WD（漫画版）（いて座）
かつて銀河と共に戦ったブレーダー。
最終話で、ヒカルや流星と日本代表決定戦を見守っていた。
（漫画版）
ベイブレードの店「B-PIT（ベイピット）」の店長。
竜牙（りゅうが）
声 - 津田健次郎
使用ベイブレード - エルドラゴデストロイF:S（漫画版）（りゅう座）
前作の登場人物の1人。イメージ映像や回想でのみ登場。
（漫画版）
アニメ版と違い健在で、単行本第2巻収録の外伝では火山地帯で左京と対決し勝利し、彼に助言を施す。また、巻末のコラムでは竜の一族の長にあたる「いにしえの王」であり、左京は彼の直系の子孫であることが明かされている。
ラゴウ
声 - 森川智之
アニメ版の回想で登場。破壊神ネメシスの使い手で、かつて世界を滅亡の危機に陥れるが銀河たちレジェンドブレーダーに倒される。
ブレーダーGAI（ブレーダーガイ）
司会、実況を務める男性。
バイトA、B
声 - 蓮未エリナ、水野麻里絵
ブルバーガーに2人だけいる女子アルバイト。彼女たちが休むときはベンケイが1人で店を切り盛りすることになる。
取り巻きA、B、C、D、E
声 - 小田柿悠太、木島隆一、菅原雅芳、黒沢寿樹、中島ヨシキ
使用ベイブレード - スクリューギル125B、スクリューラチェルタ125F、サーマルカプリコーネ125D、レイラチェルタ125D、アクアリオ125B
悪矢が率いるブレーダーたち。1人1人の実力はそれほどでもないが、円陣を組んでイフレイドを邪魔して勢いを失わせたり、悪矢のガーゴルが弾き飛ばしたイフレイドを連続で攻撃したりするなど、1人のブレーダーを大勢で袋叩きにする。ゼロとのバトルではバーニングアッパーでガーゴルもろとも吹っ飛ばされて敗北する。岩山とのバトルにも参加したが、ゴレイムの圧倒的な防御力に歯が立たずに敗北する。漫画では部下はもっと大人数で、アニメ同様連携が取れており、ガーゴルの必殺転技「デスチェーンソード」には必要不可欠である。全員がサーマルカプリコーネ125Dを使用していた。

#### 漫画に登場するキャラクター
烈火号（れっかごう）
ゼロの愛馬。頭は良く、カイトから取り返した忍のサラマンダを彼に返却していた。捨て馬だったところを当時5歳のゼロに拾われたのが2人の出会いのきっかけ。ゼロには鳴き声でニュアンスを伝えることが可能で、漫画内ではフキダシ以外の描き文字でしゃべることで表現されている。
オキタとツネツグ
忍の取り巻き2人組。白い髪がオキタで黒い髪がツネツグ。キャラクターデザインは漫画家の御狐ちひろで、名前もそこから取られている。
早乙女 輝（さおとめ てる）
単行本第2巻収録の4コマ漫画に登場。早乙女バレエスクールを開いていてコーチとして左京を呼ぶが、左京によるベイの回転を取り入れた左回転に対抗意識を燃やし、彼と回転対決を始める。

## 作中用語
ベイブレード
現代版のベーゴマ。ベイと略されることが多い。パーツはストーンフェイス、クロムウィール、クリスタルウィール、トラック、ボトムの5層構造からなる。
| アタックタイプ | ディフェンスタイプ                                                                            | スタミナタイプ                                                                        | バランスタイプ                                                                                             |
| --- | --------------------------------------------------------------------------------------------- | ------------------------------------------------------------------------------------- | --- |
| サムライイフレイド シーフフェニック ダークナイトドラグーン アーチャーガーゴル シーフジラーゴ サムライペガシス バーサーカーホワイガー[注 7] | ガーディアンリヴァイザー パイレーツキラーケン バンディッドゴレイム ガーディアンガルダス[注 7] | パイレーツオロジャ バーサーカーベギラドス バンディッドゲンブル アーチャーワイヴァング | シノビサラマンダ アーチャーグリフ バルロ[注 8] グラディエーターバハムディア ネクロマンサーヴァンリル[注 7] |
また、クロムウィールとクリスタルウィールにはそれぞれ属性がある。
| 属性               | 火                                        | 水                               | 天                                      | 地                                      | 闇                | 神                             |
| ------------------ | ----------------------------------------- | -------------------------------- | --------------------------------------- | --------------------------------------- | ----------------- | ------------------------------ |
| クロムウィール     | イフレイド サラマンダ フェニック ジラーゴ | リヴァイザー オロジャ キラーケン | ドラグーン グリフ ガーゴル ワイヴァング | ベギラドス ゴレイム ゲンブル ホワイガー | バルロ ヴァンリル | バハムディア ペガシス ガルダス |
| クリスタルウィール | サムライ シノビ シーフ                    | パイレーツ ガーディアン          | アーチャー ダークナイト                 | バンディッド バーサーカー               | ネクロマンサー    | グラディエーター               |
ゼロジースタジアム
ZEROGスタジアムとも表記される。本作から登場する巨大な半球状のスタジアム。このスタジアムを使用した超立体バトルをゼロジーバトルと呼ぶ。ベイのボトムがスタジアムを蹴る力を利用して、スタジアム全体が回るようになっている。相手のベイをスタジアムアウトエリアから外に出す「スタジアムアウト」、スタジアムを揺らす反動で相手ベイを引き上げ、そのままスタジアムアウトさせる「ゼロジーアタック」が可能。作中では特に説明はないが、アタックタイプ、ディフェンスタイプ、バランスタイプなどのスタジアムが存在し、それぞれで特徴が異なる。WBBAの翼やまどかによって、ベイブレード新時代のための新たなシステムの1つとして開発された。
シンクロームシステム
クロムウィール同士を合体させることにより、重量がアップしベイの性能をより発揮させるシステム。強い絆で結ばれた者同士がベイに新たな可能性をもたらすと考えられ、ゼロジースタジアムと共にシンクロームを可能にした新たなベイブレードが開発された。
DNAのブレーダーが使用するベイはWBBAの開発したものではないが、WBBAのベイをもとに作られているためにシンクロームできる構造になっている。
作中では、同じ属性同士のクロムウィールを合わせると相性がよくなると説明されている。
ネメシスクライシス
7年前、世界を滅亡の危機に陥れた破壊神ネメシスと銀河たちレジェンドブレーダーの戦いのこと。彼らの活躍で世界の滅亡は阻止できたが、その戦いが残した爪痕は深く、しばらくはベイバトルどころではなく世界大会も開けない状態となっていた。レジェンドブレーダーとその仲間たちは世界を復興させ、もう一度世界中をベイを楽しむブレーダーたちの声で満たそうと世界中に散り、ボランティアとしてベイの普及に努めている。
ベイブレードの聖地（ベイブレードのせいち）
かつて銀河たちレジェンドブレーダーがしのぎを削ったといわれる街。
ベイパーク
街のブレーダーたちが自由にベイバトルを楽しむ場所。アニメ版では場内に巨大なゼロジースタジアムが設置されている。ネオ・バトルブレーダーズから3ヶ月後には他の地域や世界で大きく普及している。漫画版ではネオバトルブレーダーズの予選会場として使用されている。
B-Pit（ビーピット）
前作同様まどかが働いているベイブレードショップ。漫画版ではベイブレードとホビーの店「B-PIT（ベイピット）」として登場し、ケンタが店長を務めている。
WBBA（ダブルビービーエー）
ワールド・ベイブレード・アソシエーションの略称。ベイブレードの開発や大会の運営を行う組織。本部長は大鳥翼が務める。
ワンディトーナメント
正式名称はブルバーガープレゼンツ ベイパーク ワンディトーナメント。全国配信されるミニトーナメントで、WBBA公認の正式な大会。この大会で優勝することで、ゼロはブレーダーの間でも一躍有名となる。
ネオ・バトルブレーダーズ
WBBA主催の全国大会。ブレーダーなら誰でも参加は自由。予選のルールはWBBAの指定した全国各地のゼロジースタジアムで1戦でも多く勝利を勝ち取ることで、制限時間内でより多く勝利したブレーダー上位8名に本戦出場資格が与えられる。予選大会では同じ相手とのバトルは1回のみとされ、シンクロームベイの使用は禁止になっている。ネメシスクライシス以降初めて行われる全国大会の冠名として、銀河たちの原点であり全ての始まりだったバトルブレーダーズの名が付けられている。
漫画版では各地の予選大会で30勝することが出場条件で、出場選手は1000人を数える。第1回戦はRPGダンジョンステージを勝ち抜くバトルレースとなっていて、ゴールエリアにたどり着いた16名が2回戦に進める。第2回戦は4つのグループに分かれてのバトルロイヤルで、各グループ4人のうち1人だけが準決勝に進める。漫画版での表記は「ネオバトルブレーダーズ」。
ベイブレード世界大会（ベイブレードせかいたいかい）
正式名称は不明。ゼロがネオ・バトルブレーダーズに優勝した3ヶ月後にWBBAが実施を発表した。
日本代表チーム第一次メンバーとしてネオ・バトルブレーダーズ上位成績のゼロ、忍、カイトが選ばれ、第二次メンバーはトーナメントで選出される。ブレーダーなら誰でも出場可能。
トーナメント開催当日、DNAの妨害活動が発生したため大会自体が一時中止となる。
DNA壊滅後にメンバー決定トーナメントが改めて行われ、日本代表としてWBBAチーム（メンバーはゼロ、忍、カイト、エイト、蓮、鷹ノ助、左京）が正式に発足したが、キラ率いる「ブリッジ・トゥ・ザ・フューチャー」が挑戦してきたため、日本代表を座を賭けた試合が行われた。
DNA（ディーエヌエー）
WBBAと敵対している組織。グレイシーズが翼たちに復讐するために立ち上げた組織で、ボスおよび創設者は長男のアルゴ・グレイシー。ネオ・バトルブレーダーズを利用してベイブレード界を乗っ取ろうとしており、大会には今まで育ててきたブレーダーを刺客として送り込んでいる。
しかし、グレイシーズは単に組織設立のために利用されただけであり、後にキラと大道寺によって立場を乗っ取られる。その後、ベイブレード界の支配のために動き始めるが、後にブレーダーがゼロたちに次々と倒され、最後には本部が崩壊したために壊滅した。
DNAの正式名称は「DarkNebulaAgain(ダークネビュラ・アゲイン）」。
DNAのブレーダーのうち、アニメオリジナルキャラクターは『爆転シュート ベイブレード』のキャラクターをオマージュしている。
ダークネビュラ
かつて銀河たちと戦い壊滅した、竜牙と大道寺率いる組織。同じく銀河たちが戦った「ハデスインク」の下部組織にあたり、メルシーはここで開発された。
ブリッジ・トゥ・ザ・フューチャー
DNA壊滅後、改心したDNAブレーダーによって結成された新チーム。略してBTF。メンバーはキラ、岩山、バイフー、亀垣、スパイク、アロー、カルラ。ゼロ率いるWBBAチームに正々堂々と勝負を挑み、日本代表の座を賭けて戦う。
新生ダークネビュラ（しんせいダークネビュラ）
漫画版で登場。大道寺が率いる新たな組織。岩山美男や破山キラが所属しており、大道寺は彼らをネオ・バトルブレーダーズに送り込む。
竜の一族（りゅうのいちぞく）
漫画版で登場。竜牙と同じドラゴンのベイを操る伝説の一族で、その昔「ハイランダー」と呼ばれた特別な人間たち。秘境に住み己を鍛え上げていたが、過酷な環境の中で数を減らしていき、現在ではその末裔が世界の片隅に細々と暮らしている。左京や前作に登場した竜斗は一族の子孫たちの村の出身で、村のしきたりで一族の長である竜牙は「兄」と呼ばれ敬われている。鷹ノ助や前作に登場した水地零士はその眷属にあたるが、彼らとは大分異なった部族となっている。
花園村（はなぞのむら）
漫画版で登場。ゼロの生まれ育った村。富士の樹海にほど近い場所にある。隠れ里である古馬村とは少し離れた隣同士だが、古馬村と違い普通の村。「花園」は（かえん＝火属性）とも読めるダブルミーニングになっている。

## スタッフ
- 企画 - 鈴木大三、佐上靖之、池田哲也
- 原作 - 足立たかふみ
- シリーズ原案 - 村上孝雄、石本隆史
- シリーズ構成・監督 - 杉島邦久
- チーフライター - 長谷川勝己
- キャラクターデザイン - 長森佳容
- メカニックデザイン - 伊東英樹
- 美術設計 - 吉原一輔
- 美術監督 - 本多敬
- 色彩設計 - 長尾朱美
- CG監督 - 田中康隆
- 撮影監督 - 奥村隆弘
- 編集 - 小野寺桂子
- 音響監督 - 松岡裕紀
- 音楽 - Neil Parfitt、Scott Bucsis
- アニメーションプロデューサー - 三浦俊一郎
- アソシエイトプロデューサー - 古瀬和也、石井宏一、横溝昌司
- プロデューサー - 紅谷佳和、青木真美子
- アニメーション制作協力 - 小学館集英社プロダクション
- アニメーション制作 - SynergySP
- 製作 - テレビ東京、d-rights

## 主題歌
オープニングテーマ「ZEROG ベイ!ゴー!」
作詞・作曲 - YU+KI / 編曲 - tatsuya matsunaga / 歌 - YU+KI
エンディングテーマ「上を向いて笑ってWe Go!」
作詞・作曲 - YU+KI / 編曲 - tatsuya matsunaga / 歌 - YCHRO（唐澤有弥&YU+KI）

## 各話リスト
タイトルコールは黒銀ゼロ役の岡本信彦が担当。DVDではテレビ版2話分を1話にまとめた形式となっている。*が付いているのはDVDでも使用されたサブタイトル。
| DVD版 | テレビ版 | サブタイトル              | 脚本       | 絵コンテ       | 演出              | 作画監督                                 | タイトルカード               | 放送日        | 収録DVD |
| ----- | -------- | ------------------------- | ---------- | -------------- | ----------------- | ---------------------------------------- | ---------------------------- | ------------- | ------- |
| 1     | 1        | 新時代到来!*              | 長谷川勝己 | 杉島邦久       | 藤本義孝          | 高橋克之 出野喜則                        | サムライイフレイド           | 2012年 4月8日 | 第1巻   |
| 1     | 2        | ZEROGバトル!              | 長谷川勝己 | 杉島邦久       | 藤本義孝          | 高橋克之 出野喜則                        | サムライイフレイド           | 4月15日       | 第1巻   |
| 2     | 3        | 地獄の猛特訓              | 久保田雅史 | 中村憲由       | 奥野耕太 町谷俊輔 | 山口飛鳥 牧内ももこ                      | サムライイフレイド           | 4月22日       | 第1巻   |
| 2     | 4        | 倒せ!パイレーツオロジャ!* | 久保田雅史 | 中村憲由       | 奥野耕太 町谷俊輔 | 山口飛鳥 牧内ももこ                      | パイレーツオロジャ           | 4月29日       | 第1巻   |
| 3     | 5        | 対決!リベンジマッチ       | 長谷川勝己 | 杉島邦久       | 鈴木孝聡          | 佐藤秋子 今野幸一 長森佳容（総）         | シノビサラマンダ             | 5月6日        | 第1巻   |
| 3     | 6        | 炎の必殺転技*             | 長谷川勝己 | 杉島邦久       | 鈴木孝聡          | 佐藤秋子 今野幸一 長森佳容（総）         | サムライイフレイド           | 5月13日       | 第1巻   |
| 4     | 7        | リヴァイザーの挑戦!       | 久保田雅史 | 杉島邦久       | 藤本義孝          | 高橋克之 出野喜則                        | ガーディアンリヴァイザー     | 5月20日       | 第1巻   |
| 4     | 8        | 驚異のシンクローム!*      | 久保田雅史 | 杉島邦久       | 藤本義孝          | 高橋克之 出野喜則                        | ガーディアンリヴァイザー     | 5月27日       | 第1巻   |
| 5     | 9        | 紅のチャレンジャー        | 長谷川勝己 | 中村憲由       | 奥野耕太 町谷俊輔 | 山口飛鳥 牧内ももこ                      | シーフフェニック             | 6月3日        | 第2巻   |
| 5     | 10       | 絆の力*                   | 長谷川勝己 | 中村憲由       | 奥野耕太 町谷俊輔 | 山口飛鳥 牧内ももこ                      | サラマンダイフレイド         | 6月10日       | 第2巻   |
| 6     | 11       | 舞い降りし鷹              | 長谷川勝己 | まついひとゆき | 鈴木孝聡          | 佐藤秋子 今野幸一                        | アーチャーグリフ             | 6月17日       | 第2巻   |
| 6     | 12       | 炸裂!無幻火流撃*          | 長谷川勝己 | まついひとゆき | 鈴木孝聡          | 佐藤秋子 今野幸一                        | シノビサラマンダ             | 6月24日       | 第2巻   |
| 7     | 13       | 恐怖!真夏のビーチ         | 久保田雅史 | 杉島邦久       | 藤本義孝          | 高橋克之 出野喜則                        | パイレーツキラーケン         | 7月1日        | 第2巻   |
| 7     | 14       | キラーケン来襲!*          | 久保田雅史 | 杉島邦久       | 藤本義孝          | 高橋克之 出野喜則                        | パイレーツキラーケン         | 7月8日        | 第2巻   |
| 8     | 15       | 襲撃!謎のブレーダー       | 長谷川勝己 | 中村憲由       | 大平直樹 町谷俊輔 | 山口飛鳥 牧内ももこ                      | ガーディアンリヴァイザー     | 7月15日       | 第2巻   |
| 8     | 16       | 漆黒のドラゴン*           | 長谷川勝己 | 中村憲由       | 大平直樹 町谷俊輔 | 山口飛鳥 牧内ももこ                      | ダークナイトドラグーン       | 7月22日       | 第2巻   |
| 9     | 17       | ガーゴルの罠              | 長谷川勝己 | まついひとゆき | 鈴木孝聡          | 佐藤秋子 今野幸一                        | アーチャーガーゴル           | 7月29日       | 第3巻   |
| 9     | 18       | 激突!ゼロVS左京*          | 長谷川勝己 | まついひとゆき | 鈴木孝聡          | 佐藤秋子 今野幸一                        | ダークナイトドラグーン       | 8月5日        | 第3巻   |
| 10    | 19       | ディフェンス最強の男      | 長谷川勝己 | 杉島邦久       | 小林調            | 出野喜則 蛯名秀和 松尾真彦 飯飼一幸      | バンディッドゴレイム         | 8月12日       | 第3巻   |
| 10    | 20       | 鉄壁のゴレイム*           | 長谷川勝己 | 杉島邦久       | 小林調            | 出野喜則 蛯名秀和 松尾真彦 飯飼一幸      | バンディッドゴレイム         | 8月19日       | 第3巻   |
| 11    | 21       | 熱き友情の特訓*           | 長谷川勝己 | 中村憲由       | 大平直樹 町谷俊輔 | 島田さとし 岩岡優子 沈宏 容洪 牧内ももこ | サラマンダイフレイド         | 8月26日       | 第3巻   |
| 11    | 22       | 唸れ!オロジャリヴァイザー | 長谷川勝己 | 中村憲由       | 大平直樹 町谷俊輔 | 島田さとし 岩岡優子 沈宏 容洪 牧内ももこ | オロジャリヴァイザー         | 9月2日        | 第3巻   |
| 12    | 23       | 鉄壁の防御を打ち破れ!     | 長谷川勝己 | まついひとゆき | 鈴木孝聡          | 佐藤秋子 今野幸一                        | バンディッドゴレイム         | 9月9日        | 第3巻   |
| 12    | 24       | 非情のベギラドス*         | 長谷川勝己 | まついひとゆき | 鈴木孝聡          | 佐藤秋子 今野幸一                        | バーサーカーベギラドス       | 9月16日       | 第3巻   |
| 13    | 25       | 勝ちとれ!挑戦権           | 久保田雅史 | 杉島邦久       | 藤本義孝          | 中島渚 蛯名秀和                          | サラマンダイフレイド         | 9月23日       | 第4巻   |
| 13    | 26       | 激闘!シンクロームバトル*  | 久保田雅史 | 杉島邦久       | 藤本義孝          | 中島渚 蛯名秀和                          | ゴレイムベギラドス           | 9月30日       | 第4巻   |
| 14    | 27       | 悪の遺伝子                | 長谷川勝己 | 中村憲由       | 大平直樹 町谷俊輔 | 飯飼一幸 牧内ももこ                      | バーサーカーベギラドス       | 10月7日       | 第4巻   |
| 14    | 28       | ネオ・バトルブレーダーズ* | 長谷川勝己 | 中村憲由       | 大平直樹 町谷俊輔 | 飯飼一幸 牧内ももこ                      | バンディッドゲンブル         | 10月14日      | 第4巻   |
| 15    | 29       | DNA包囲網                 | 長谷川勝己 | まついひとゆき | 鈴木孝聡          | 佐藤秋子 今野幸一                        | シーフジラーゴ               | 10月21日      | 第4巻   |
| 15    | 30       | 決定!ベスト8*             | 長谷川勝己 | まついひとゆき | 鈴木孝聡          | 佐藤秋子 今野幸一                        | ダークナイトドラグーン       | 10月28日      | 第4巻   |
| 16    | 31       | 燃えろ!決勝大会*          | 久保田雅史 | 杉島邦久       | 藤本義孝          | 中島渚 蛯名秀和                          | シノビサラマンダ             | 11月4日       | 第4巻   |
| 16    | 32       | 熱血!ゼロVS鷹ノ助         | 久保田雅史 | 杉島邦久       | 藤本義孝          | 中島渚 蛯名秀和                          | アーチャーグリフ             | 11月11日      | 第4巻   |
| 17    | 33       | 友との誓い                | 長谷川勝己 | 中村憲由       | 斉藤啓也 町谷俊輔 | 岩岡優子 牧内ももこ                      | アーチャーワイヴァング       | 11月18日      | 第5巻   |
| 17    | 34       | 宿命のライバル対決*       | 長谷川勝己 | 中村憲由       | 斉藤啓也 町谷俊輔 | 岩岡優子 牧内ももこ                      | ダークナイトドラグーン       | 11月25日      | 第5巻   |
| 18    | 35       | 究極破壊皇バハムディア*   | 長谷川勝己 | まついひとゆき | 鈴木孝聡          | 佐藤秋子 今野幸一                        | グラディエーターバハムディア | 12月2日       | 第5巻   |
| 18    | 36       | 託された想い              | 長谷川勝己 | まついひとゆき | 鈴木孝聡          | 佐藤秋子 今野幸一                        | サムライペガシス             | 12月9日       | 第5巻   |
| 19    | 37       | 壮絶!ファイナルマッチ     | 長谷川勝己 | 杉島邦久       | 藤本義孝          | 蛯名秀和 中島渚                          | サムライイフレイド           | 12月16日      | 第5巻   |
| 19    | 38       | 心の一撃*                 | 長谷川勝己 | 杉島邦久       | 藤本義孝          | 蛯名秀和 中島渚                          | サムライイフレイド           | 12月23日      | 第5巻   |

### 地上波未放送：DVD版
| 話数 | サブタイトル     | 脚本       | 絵コンテ       | 演出     | 作画監督            | タイトルカード         | 収録DVD |
| ---- | ---------------- | ---------- | -------------- | -------- | ------------------- | ---------------------- | ------- |
| 20   | 新たなる戦い     | 長谷川勝己 | まついひとゆき | 鈴木孝聡 | 佐藤秋子 今野幸一   | バーサーカーホワイガー | 第6巻   |
| 21   | 伝説と悪魔の融合 | 長谷川勝己 | 中村憲由       | 町谷俊輔 | 岩岡優子 牧内ももこ | ペガシスバハムディア   | 第6巻   |
| 22   | 大道寺の要塞     | 長谷川勝己 | 杉島邦久       | 藤本義孝 | 蛯名秀和 中島渚     | ガーディアンガルダス   | 第6巻   |
| 23   | 待ち受ける罠     | 長谷川勝己 | まついひとゆき | 鈴木孝聡 | 佐藤秋子 今野幸一   | ベギラドスゴレイム     | 第6巻   |
| 24   | 白虎の雄叫び     | 長谷川勝己 | 中村憲由       | 町谷俊輔 | 岩岡優子 牧内ももこ | グリフドラグーン       | 第7巻   |
| 25   | 決死の空中バトル | 長谷川勝己 | まついひとゆき | 藤本義孝 | 蛯名秀和 大川美穂子 | ペガシスバハムディア   | 第7巻   |
| 26   | 未来への架け橋   | 長谷川勝己 | 杉島邦久       | 鈴木孝聡 | 佐藤秋子 今野幸一   | サムライイフレイド     | 第7巻   |

## 放送局
| 放送地域       | 放送局           | 放送期間                                              | 放送日時                            | 放送系列         | 備考             |
| -------------- | ---------------- | ----------------------------------------------------- | ----------------------------------- | ---------------- | ---------------- |
| 関東広域圏     | テレビ東京       | 2012年4月8日 - 12月23日                               | 日曜 8:30 - 8:45                    | テレビ東京系列   | 製作局           |
| 北海道         | テレビ北海道     | 2012年4月8日 - 12月23日                               | 日曜 8:30 - 8:45                    | テレビ東京系列   | 同時ネット       |
| 愛知県         | テレビ愛知       | 2012年4月8日 - 12月23日                               | 日曜 8:30 - 8:45                    | テレビ東京系列   | 同時ネット       |
| 大阪府         | テレビ大阪       | 2012年4月8日 - 12月23日                               | 日曜 8:30 - 8:45                    | テレビ東京系列   | 同時ネット       |
| 岡山県・香川県 | テレビせとうち   | 2012年4月8日 - 12月23日                               | 日曜 8:30 - 8:45                    | テレビ東京系列   | 同時ネット       |
| 福岡県         | TVQ九州放送      | 2012年4月8日 - 12月23日                               | 日曜 8:30 - 8:45                    | テレビ東京系列   | 同時ネット       |
| 宮城県         | 東日本放送       | 2012年4月21日 - 2013年1月12日                         | 土曜 5:23 - 5:36                    | テレビ朝日系列   |                  |
| 奈良県         | 奈良テレビ       | 2012年5月5日 - 2013年1月26日                          | 土曜 8:45 - 8:59                    | 独立局           |                  |
| 熊本県         | 熊本朝日放送     | 2012年5月5日 - 2013年2月2日                           | 土曜 6:45 - 7:00                    | テレビ朝日系列   |                  |
| 福島県         | 福島放送         | 2012年5月12日 - 2013年2月9日                          | 土曜 6:00 - 6:15                    | テレビ朝日系列   |                  |
| 岩手県         | 岩手朝日テレビ   | 2012年5月12日 - 2013年2月9日                          | 土曜 6:15 - 6:30                    | テレビ朝日系列   |                  |
| 鹿児島県       | 鹿児島放送       | 2012年5月19日 - 2013年2月16日                         | 土曜 6:30 - 6:45                    | テレビ朝日系列   |                  |
| 広島県         | 広島ホームテレビ | 2012年5月19日 - 2013年2月16日                         | 土曜 7:00 - 7:15                    | テレビ朝日系列   |                  |
| 静岡県         | テレビ静岡       | 2012年6月9日 - 2013年3月2日                           | 土曜 5:30 - 5:45                    | フジテレビ系列   |                  |
| 長野県         | 長野朝日放送     | 2012年6月10日 - 2013年3月10日                         | 日曜 6:00 - 6:15                    | テレビ朝日系列   |                  |
| 新潟県         | 新潟テレビ21     | 2012年8月25日 - 2013年2月16日 2013年2月23日 - 3月30日 | 土曜 6:00 - 6:15 土曜 6:00 - 6:30   | テレビ朝日系列   |                  |
| 山形県         | 山形テレビ       | 2012年10月6日 - 2013年3月30日 2013年4月6日 - 5月11日  | 土曜 6:00 - 6:15 土曜 6:00 - 6:30   | テレビ朝日系列   |                  |
| 日本全域       | AT-X             | 2012年4月22日 - 9月30日 2012年10月7日 - 2013年1月6日  | 日曜 8:30 - 8:45 日曜 18:30 - 18:45 | アニメ専門CS放送 | リピート放送あり |

### 日本国外での放送
香港
- 無綫電視翡翠台
- 地上波未放送パート7話分もすでに放送。

台湾、アメリカ
- カートゥーン ネットワーク
- 地上波未放送パート7話分もすでに放送。

韓国
- 地上波未放送パート7話分もすでに放送。

カナダ
- YTV

イギリス
- Kix、カートゥーン ネットワーク

フランス
- Canal J

メキシコ・南米全域
- ディズニーXD
- 2014年10月放送から放送。

## 漫画版
『月刊コロコロコミック』2012年4月号から12月号まで連載。著者、足立たかふみ。

### 単行本
| VOL | 発売日     | 話数          | サブタイトル | カバー                                               |
| --- | ---------- | ------------- | --- | ---------------------------------------------------- |
| 1   | 2012-08-28 | 第1話〜第5話  | 第1話「炎のブレーダー、黒銀ゼロ見参!!」 第2話「これがおれの炎だ!!」 第3話「サラマンダをとりもどせ!!」 第4話「激突! 逆回転の竜!!」 第5話「開幕 ネオバトルブレーダーズ」                                       | 黒銀ゼロ、火竜院忍、海原カイト、海原エイト、暗闇左京 |
| 2   | 2012-11-28 | 第6話〜最終話 | 第6話「勝ち抜け! バトルロイヤル!!」 第7話「白熱! ゼロVS左京!!」 第8話「究極のベイ・バハムディア!!」 最終話「ベイブレードよ、永遠に!!」 描きおろし外伝1「ZERO Gおまけまんが」 描きおろし外伝2「左回転の秘密」 | 黒銀ゼロ、火竜院忍、鋼銀河、破山キラ、岩山美男       |

## 玩具

### ZEROGシリーズ
2012年3月〜12月まで展開された、メタルファイト ベイブレードの最終シリーズ。
現在は全てのベイが生産終了となっている。
これまでのメタルファイトシリーズからフェイスとウィールとスタジアムが新しくなり、フェイスは宝石をイメージにした多角形のストーンフェイス、ウィールは金属のクロムウィールとプラスチックでクリアウィールより大きいクリスタルウィール、スタジアムがボール状で立体的になったことでベイのいる斜面によってスタジアムも動き出すZEROGスタジアムになるなど、今までになかったバトルができるようになった。トラックとボトムは従来と同じだが、ZEROGシリーズに合わせたものとして登場するようになる。また、ZEROGシリーズからは全てのベイに属性の概念が追加されており、属性の相性によって有利に戦えるようになった。
トラックとボトムに関してはZEROGシリーズ以前のベイとの互換性があり、従来通り組み換え可能。ただし、ZEROGシリーズから新しくなったストーンフェイスとクロムウィールとクリスタルウィールとの互換性は無い。新しく導入されるスタジアムにより、今まで登場したボトムのディフェンスタイプとスタミナタイプが逆転するようになり、3すくみの相性が変更される。また、ランチャーもZEROGシリーズ用に使いやすくするため、コンパクトでシュートしやすいように設計されたコンパクトランチャー、真下にシュートできるように設計されたZEROGライトランチャーとZEROGベイランチャーになり、スターターで同梱されるランチャーはコンパクトランチャーとなる。
クロムウィールとクリスタルウィールは基本的に上側が金属のクロムアップモードだが、上下を入れ変えて上側をプラスチックにすることで、これまでのハイブリッドシリーズや4Dシステムに似たクリスタルアップモードにすることができる。また、クロムウィール同士を合体させて上下どちらも金属にすることで、重量が大幅に上がり攻撃力と防御力を上昇させられる「シンクロームシステム」を搭載している。また、ZEROGシリーズのクロムウィールは片方に穴が空いている特性上重心が偏っているため、同じクロムウィールでシンクロームさせると重心が整えられる。その場合の呼称は頭に「ツイン」が付く（例：ツインイフレイド）、または二つ続きの名前（例：イフレイドイフレイド）になる。なお、クリスタルウィール同士の合体は隙間ができて固定できなくなるため、クリスタルウィール同士の合体はできない。
サムライイフレイドW（ウイング）145CF（サークルフラット）
IDナンバー - BBG-01（スターター）、BBG-03（スタートダッシュセット）、BBG-13（シンクロームバトルセット）、BBG-21（ファーストゼロジーバトルセット）
スターター。属性は火。限定カラーとしてベイブレード スタートダッシュセットとシンクロームバトルセットとファーストゼロジーバトルセットの同梱ベイにもなっている。トラックにDF145よりもウイングが増したW145、太めのフラットボトムに円形が付き、この円形でZEROGスタジアム斜面に上がりやすく設計されたCFを搭載。
シノビサラマンダSW（スイッチ）145SD（セミディフェンス）
IDナンバー - BBG-02（スターター）
ブースター。属性は火。メタルフェイスに変わる新しいフェイスのメタルストーンを搭載し、トラックのSW145とボトムのSDを搭載。メタルストーンは2012年6月下旬より改造バージョンとして単品で発売されたが、現在ブースターに同梱されているメタルストーンは単品の発売はされていない。
シノビサラマンダ（ゴールドVer.、シルバーVer.、ブロンズVer.）
2013年5月4日などで開催されたベイチャレンジトーナメント入賞賞品。1位賞品がゴールドVer.、2位賞品がシルバーVer.、3位賞品がブロンズVer.となっている。
サラマンダイフレイドDF（ダウンフォース）145XF（エクストリームフラット） バーストフレイムバージョン
スタートダッシュセット、またはZEROGシリーズのスターターとZEROGスタジアムを買った1000名にプレゼントされたレアシンクロームベイ。属性は火。
イフレイドクロムウィール・ガンメタバージョン+サラマンダイフレイドゴールドフェイス
全国の一部WBBAショップにて開催された、ベイブレードZEROGバトルチャレンジのトーナメント優勝賞品。
パイレーツオロジャ145D（ディフェンス）
IDナンバー - BBG-08
メタルストーン標準装備のブースター。属性は水。円形に近く、メタルが外側に集中しているクロムウィールのオロジャとクリスタルウィールのパイレーツを搭載。フェイスはメタルストーンフェイス仕様。
シーフサラマンダ230WB（ワイドボール）
IDナンバー - BBG-09
ZEROG ランダムブースターVol.1に収録されているレアベイ。属性は火。シーフフェニックに搭載されているクリスタルウィールのシーフを搭載。
パイレーツイフレイドT（トルネード）125GCF（ギアサークルフラット）
IDナンバー - BBG-09
ZEROG ランダムブースターVol.1に収録されているレアベイ。属性は水。シーフフェニックに搭載されているボトムのGCFを搭載。
サムライサラマンダE（エレベーター）230ES（エターナルシャープ）
IDナンバー - BBG-09
ZEROG ランダムブースターVol.1に収録されているレアベイ。属性は火。シーフフェニックに搭載されているトラックのE230を搭載。
シーフフェニックE（エレベーター）230GCF（ギアサークルフラット）
IDナンバー - BBG-09
ZEROG ランダムブースターVol.1の収録で一番のレアベイ。属性は火。トラックに回転力に応じて円盤が上下に可動して回転力と安定力をコントロールするE230、ボトムにCFの円形がギザギザになり自滅を防ぎやすくなるGCFを搭載。クロムウィール以外のパーツはレアベイ3機でも入手でき、クロムウィールはZEROG ランダムブースターvol.3でも手に入る。
シーフフェニックウィール フレイムver.
2012年6月30日から7月1日に開催された次世代ワールドホビーフェア'12summerで実施のイベント「ウィニングバトルロード」の勝利賞としてもらえた限定カラーのレアウィール。
ガーディアンリヴァイザー160SB（シャープボール）
IDナンバー - BBG-10（スターター）、BBG-21（ファーストゼロジーバトルセット）
スターター。属性は水。限定カラーとしてファーストゼロジーバトルセットの同梱ベイにもなっている。滑らかな形状で相手の攻撃をいなすクロムウィールのリヴァイザー、トラックに160、ボトムに持久力と防御力に優れたSBを搭載。
オロジャリヴァイザーT125JB（ジョグボール） ダークブルーバージョン
スタートダッシュセット、またはZEROGシリーズのスターターとZEROGスタジアムを買った1000名にプレゼントされたレアシンクロームベイ第2弾。属性は水。
アーチャーグリフC（クロウ）145S（シャープ）
IDナンバー - BBG-12
メタルストーン標準装備のブースター。属性は天。トラックに3枚の爪で連打攻撃を加えるC145、ボトムに防御力に優れたSを搭載。
パイレーツキラーケンA（アーマー）230JSB（ジョグシャープボール）
IDナンバー - BBG-13
サムライイフレイドW145CFと共にシンクロームバトルセットに同梱されているベイ。属性は水。トラックに防御力に優れたA230、ボトムに接地能力の高いJSBを搭載。キラーケンのクロムウィールは後にZEROG ランダムブースターVol.3で再登場した。
ダークナイトドラグーンLW（レフトウイング）160BSF（ブレードセミフラット）
IDナンバー - BBG-16
ZEROGシリーズ初となる左回転ベイで、左回転のランチャーがコンパクトになったコンパクトランチャーL同梱のスターター。属性は天。左回転で偏るように配置された竜により攻撃力が高いクロムウィールのドラグーンと、左回転可能なクリスタルウィールのダークナイト、トラックに左方向の6枚のウイングで安定性を増しつつ160の高さに合わせたLW160、ボトムにSFと8枚の小さなウイングで安定性を増して安定性しつつ程よい機動力を可能にしたBSFを搭載。LW160は左回転対応ベイに前提したパーツで、右回転用ベイでも使えるが効果はあまり発揮されない。これまでの左回転ベイのウィールは専用のウィール同士でないと取り付けることができなかったが、ZEROGシリーズからは左回転用のクロムウィールとクリスタルウィールは右回転ベイに取り付けられるようになり、このベイのクロムウィールとクリスタルウィールを上に取り付けた場合に限り、右回転ベイでも左回転で回すことができるようになった。
ダークナイトドラグーンLW（レフトウイング）160BSF（ブレードセミフラット） 金竜（ゴールドドラグーン）Ver.
コンパクトランチャーL同梱のWBBA限定のスターター。2012年6月30日から7月1日に開催された次世代ワールドホビーフェア'12summerで先行販売されたレアベイ。属性は天。
グリフドラグーンSA（スイッチアタック）165WSF（ワイドセミフラット） コロドラモデル
『月刊コロコロコミック』2012年6月号の「35周年特別企画　輝け!ドラゴンコラボ祭り超懸賞」で10名にプレゼントされたレアシンクロームベイ。属性は天。ストーンフェイスには『コロコロコミック』のマスコット「コロドラゴン」が描かれている。
ガーディアンガーゴルM（ムーヴ）145SB（シャープボール）
IDナンバー - BBG-17
ZEROG ランダムブースターVol.2に収録されているレアベイ。属性は水。アーチャーガーゴルに搭載されているクロムウィールのガーゴルを搭載。
サムライリヴァイザーSA（スイッチアタック）165Q（クウェイク）
IDナンバー - BBG-17
ZEROG ランダムブースターVol.2に収録されているレアベイ。属性は火。アーチャーガーゴルに搭載されているトラックのSA165を搭載。
シノビオロジャ160WSF（ワイドセミフラット）
IDナンバー - BBG-17
ZEROG ランダムブースターVol.2に収録されているレアベイ。属性は火。アーチャーガーゴルに搭載されているボトムのWSFを搭載。
アーチャーガーゴルSA（スイッチアタック）165WSF（ワイドセミフラット）
IDナンバー - BBG-17
ZEROG ランダムブースターVol.2の収録で一番のレアベイ。属性は天。トラックに円盤を上下に切り替えることで普通に戦えるノーマルモードと、ZEROGスタジアムを駆け上がれるゼロジーアタックモードの2つのモードに切り替えられるSA160、ボトムにWFとSFを合わせたWSFを搭載。このベイを入手しなくても、ZEROG ランダムブースターVol.2に収録されているレアベイ3機とアーチャーイフレイドW145SBのパーツを一通り揃えることで、色違いのアーチャーガーゴルを完成することができる。
バンディッドゴレイムDF（ダウンフォース）145BS（ボールシャープ）
IDナンバー - BBG-20
メタルストーン標準装備のブースター。属性は地。トラックにダウンフォースを生み出すDF145、ボトムに倒れにくいBSを搭載。
バーサーカーベギラドスSR（スタミナリング）200BWD（ビッグワイドディフェンス）
IDナンバー - BBG-22
スターター。属性は地。ZEROGシリーズ内でバハムディアに次ぐ大きさを誇るクロムウィールのベギラドス、トラックに周りについている円盤で遠心力を高めるSR200、ボトムにWDより軸先が太くなったBWDを搭載。
シノビゲンブル130W2D（ウェーブワイドディフェンス）
IDナンバー - BBG-23
ZEROG ランダムブースターVol.3に収録されているレアベイ。属性は火。バンディッドゲンブルに搭載されているクロムウィールのゲンブルを搭載。
シノビグリフWD（ワイドディフェンス）145TB（ツインボール）
IDナンバー - BBG-23
ZEROG ランダムブースターVol.3に収録されているレアベイ。属性は火。バンディッドゲンブルに搭載されているボトムのTBを搭載。
シーフサラマンダF（フリー）230SF（セミフラット）
IDナンバー - BBG-23
ZEROG ランダムブースターVol.3に収録されているレアベイ。属性は火。バンディッドゲンブルに搭載されているトラックのF230、シーフフェニックに搭載されているクリスタルウィールのシーフを搭載。
バンディッドゲンブルF（フリー）230TB（ツインボール）
IDナンバー - BBG-23
ZEROG ランダムブースターVol.3の収録で一番のレアベイ。属性は地。トラックにフリー回転するF230、ボトムにZEROGスタジアムの急激な揺れにも振り回されないTBを搭載。アーチャーガーゴルと同じく、このベイを入手しなくても、ZEROG ランダムブースターvol.3に収録されているレアベイ3機とバンディッドキラーケン125W2Dのパーツを一通り揃えることで、色違いのバンディッドゲンブルを完成することができる。
ガーゴルイフレイドSA（スイッチアタック）165GCF（ギアサークルフラット）
IDナンバー - BBG-24
ブースター。属性はガーゴルは天、イフレイドは火。ベイブレードゼロジー究極シンクロームDXセット・アタック＆バランスタイプに同梱されているシンクロームベイ。トラックにランダムブースターVol.2でのレアパーツだったSA165、ボトムにランダムブースターVol.1でのレアパーツだったGCFを搭載。
サラマンダバルロDF（ダウンフォース）145SWD（シャープワイドディフェンス）
IDナンバー - BBG-24
ブースター。属性はサラマンダは火、バルロは闇。ベイブレードゼロジー究極シンクロームDXセット・アタック＆バランスタイプに同梱されているシンクロームベイ。
グリフジラーゴWA（ウイングアタック）130HF（ホールフラット）
IDナンバー - BBG-24
ブースター。属性はグリフは天、ジラーゴは火。ベイブレードゼロジー究極シンクロームDXセット・アタック＆バランスタイプに同梱されているシンクロームベイ。
ゴレイムリヴァイザーE（エレベーター）230SB（シャープボール）
IDナンバー - BBG-25
ブースター。属性はゴレイムは地、リヴァイザーは水。ベイブレードゼロジー究極シンクロームDXセット・ディフェンス＆スタミナタイプに同梱されているシンクロームベイ。トラックにランダムブースターVol.1でのレアパーツだったE230を搭載。
キラーケンバルロA（アーマー）230WB（ワイドボール）
IDナンバー - BBG-25
ブースター。属性はキラーケンは水、バルロは闇。ベイブレードゼロジー究極シンクロームDXセット・ディフェンス＆スタミナタイプに同梱されているシンクロームベイ。
オロジャワイヴァング145EDS（エターナルディフェンスシャープ）
IDナンバー - BBG-25
ブースター。属性はオロジャは水、ワイヴァングは天。ベイブレードゼロジー究極シンクロームDXセット・ディフェンス＆スタミナタイプに同梱されているシンクロームベイ。
サムライペガシスW（ウイング）105R2F（ライトラバーフラット）
IDナンバー - BBG-26
スターター。属性は神。トラックにZEROGシリーズで最も低いW105、ボトムにシリーズ初となるラバー軸R2Fを搭載。
グラディエーターバハムディアSP（スパイク）230GF（ギガフラット）
IDナンバー - BBG-27
スターター。属性は神。クロムウィールにベイ史上最大の大きさを持つバハムディア、トラックにE230のリング部分を固定し速度を制御する鉤爪を付けたSP230、ボトムにXFのフラット部分をさらに大きく改造したGFを搭載。サムライペガシスW105R2FとグラディエーターバハムディアSP230GFをもってZEROGシリーズは終了となり、メタルファイト ベイブレードの最後のベイとなった。
サムライペガシスW（ウイング）105R2F（ライトラバーフラット） Brave ver.
ニンテンドー3DS用ゲームソフト『メタルファイト ベイブレード 4DxZEROG アルティメットトーナメント』同梱ベイ。『4D』までの主人公・鋼銀河のイメージカラーでもあるブルーを全面に用いた限定カラーで、勇気(Brave)をモチーフにしたデザインとなっている。

### 各属性最強級シンクローム一覧
各属性ごとの最強級シンクローム改造
| 属性 | ベイブレード                 | タイプ             |
| ---- | ---------------------------- | ------------------ |
| 火   | サラマンダイフレイドE230GCF  | アタック           |
| 水   | オロジャリヴァイザーA230JSB  | ディフェンス       |
| 天   | グリフドラグーンSA165WSF     | アタック（左回転） |
| 地   | ゴレイムベギラドスF230TB     | スタミナ           |
| 闇   | バルロバルロSA165SB          | バランス           |
| 神   | ペガシスバハムディアSP230R2F | アタック           |

## 関連商品

### ゲーム
メタルファイト ベイブレード 4DxZEROG アルティメットトーナメント
ニンテンドー3DSソフト。インターグローより発売。開発はシムス株式会社。発売日は2013年12月19日（パッケージ版）、2014年6月26日（ダウンロード版）。海外でもゲームが発売されており、販売はRising Star Gamesが担当し欧州は2013年10月4日より、北米は2013年10月29日から発売された。
国内での商品展開、アニメ放送が終了した『メタルファイト ベイブレード』のゲームとしては約3年ぶりで、初の3DSの作品。
『メタルファイト ベイブレード 4D』と『メタルファイト ベイブレード ZEROG』の各アニメのキャラクターが活躍する2種類のストーリーモードが収録されており、ストーリーモードには様々なミニゲームが登場する。『4D』をベースとした日本国外向けソフト『BEYBLADE EVOLUTION』に、『ZEROG』モードを加えた日本仕様となっている。
前作同様、通信対戦による3DSワイヤレス通信はあるものの、Wi-Fi対戦による通信対戦には対応していない。すれちがい通信には対応しており、他のプレイヤーデータを入手し対戦することができる。
3DSカメラで撮影すると、スタジアムが出現する専用ARカードが付属される。
通常版に加えて、限定カラーベイ「サムライペガシスW105R2F Brave ver.」が同梱された初回限定版も同日発売された。
（登場キャラクター）
鋼銀河、盾神キョウヤ、湯宮ケンタ、角谷正宗、大鳥翼、天童遊、竜牙、アグマ、キング、クリス、ベンケイ、ゼオ・アビス、トビー、王大翔、イリオ・モッティ、デュナミス、黒銀ゼロ、火竜院忍、海原カイト、海原エイト、紅蓮、獅々谷鷹ノ助、暗闇左京、岩山美男、破山キラ

### DVD
- メーカーは日本コロムビア（発売元）、TCエンタテインメント（販売元）。レンタルのみ。15分番組を1話30分形式にして収録し、第6巻以降の地上波未放送パート7話分を含めた全26話をリリース。
  - 「メタルファイト ベイブレード ZEROG 第1巻」（第1話 - 第4話収録） - 2013年3月27日レンタル開始
  - 「メタルファイト ベイブレード ZEROG 第2巻」（第5話 - 第8話収録） - 2013年4月24日レンタル開始
  - 「メタルファイト ベイブレード ZEROG 第3巻」（第9話 - 第12話収録） - 2013年5月29日レンタル開始
  - 「メタルファイト ベイブレード ZEROG 第4巻」（第13話 - 第16話収録） - 2013年6月26日レンタル開始
  - 「メタルファイト ベイブレード ZEROG 第5巻」（第17話 - 第19話収録） - 2013年7月31日レンタル開始
  - 「メタルファイト ベイブレード ZEROG 第6巻」（第20話 - 第23話収録） - 2013年8月28日レンタル開始
  - 「メタルファイト ベイブレード ZEROG 第7巻」（第24話 - 第26話収録） - 2013年9月25日レンタル開始

## 備考
- アニメ国内DVD版26話（最終話）にて新カットの差し替え[27]。
  - DVDの国内リリースにあわせて、北米・韓国版には無かった新カットが挿入されている。そのシーンは今まで登場しなかった前作の7年後のキャラクターたちが日本代表の選抜大会を視聴しているもので、角谷正宗、トビー、ゼオ・アビス、波佐間ヒカル、鋼流星、ダーシァン、チーユン、チャウシン、メイメイ、アグマ、バオ、ジュリアス・シーザー、ウェルズ、ソフィ、ゲオルグ、アレクセイ、ドーラ、ノワグマ、ヘリオス、暁宇宙、竜斗、渡蟹哲也の他、漫画版しか登場しないキョウヤの弟・盾神カケルも登場している。天童遊と深海流太郎のシーンも存在したが、制作の都合上カットされている。
  - またラストカットにて、竜の形をした雲が追加されている。足立たかふみは「いつか竜牙が龍になって天に昇るだろうと考えていたが、それを長森佳容が描いてくれた」と語っている[28]。
- 本作のアニメは1年で放送が終了しているが、本来は銀河はまだ登場せず終盤に登場するのはキョウヤの予定であり、もう1年続いていれば過去に登場した世界各国のブレーダーも出すつもりだったという[29]。
- 本作の中盤でキャラクターが増える予定があり、ゼロのライバルとなる少年「コトラ」が考えられていたが没になり、作者の別作品『マジンバトル』の登場人物「熱気コトラ」として採用された[30]。